# Puerto Parra
Puerto Parra è un comune della Colombia facente parte del dipartimento di Santander.
Il comune venne istituito il 4 marzo 1981, quando venne separato da quello di Vélez.